# Cecilio Báez
Cecilio Báez (ur. 1 stycznia 1862 w Asunción, zm. 18 czerwca 1941 w Asunción) – paragwajski polityk, prezydent Paragwaju od 8 grudnia 1905 do 25 listopada 1906. Ideolog Partii Liberalnej oraz autor prac historycznych, socjologicznych i prawnych.
Był profesorem uniwersytetu w Asunción oraz jego rektorem od 1929 do 1941. W 1887 jeden z założycieli Centrum Demokratycznego, przez wiele lat sprawował urząd ministra spraw zagranicznych w rządach liberałów.